# Шоукросс, Райан
Ра́йан Дже́ймс Шо́укросс (англ. Ryan James Shawcross; родился 4 октября 1987 года в Честере, Англия) — английский футболист, центральный защитник. Является воспитанником «Манчестер Юнайтед». Выступал на правах аренды за «Антверпен» и «Сток Сити». Постоянный контракт с «гончарами» подписал в 2008 году. Дебютировал в молодёжной сборной Англии в январе того же года в отборочном матче чемпионата Европы среди молодёжных команд с Ирландией.

## Ранние годы
Шоукросс родился в семье валлийцев в Честере, а рос в городке Бакли на северо-востоке Уэльса.
Во время учёбы в начальной школе выступал за юношескую команду «Флинтшир Бойз», в числе бывших игроков которой выделяются Иан Раш, Майкл Оуэн и Гэри Спид. Младший брат Райана, Рори, также выступал за этот клуб.

## Клубная карьера
В сезоне 2003/04 Шоукросс провёл 22 матча за юношескую команду «Манчестер Юнайтед», отметившись голами во встречах против «Ноттингема» и «Блэкберна».
На следующий сезон он выступал за команду «МЮ» для игроков не старше 18 лет, появился на поле в 21 матче и забил мяч во встрече с «Эвертоном». Также Шоукросс провёл 5 игр за резервную команду «МЮ».
В 2006 году защитник в составе «красных дьяволов» выиграл премьер-лигу резервных команд. В сезоне 2005/06 вторая команда «МЮ» победила во всех турнирах, в которых принимала участие, в том числе завоевала Большой кубок Манчестера. Шоукросс участвовал в большинстве игр своего клуба.
25 октября 2006 года защитник дебютировал в основной команде «Юнайтед», заменив в добавленное время матча на Кубок английской лиги против «Кру Александра» Майкла Барнса. «МЮ» выиграл матч со счётом 2:1.
В январе 2007 года Шоукросс на правах аренды присоединился к клубу второго бельгийского дивизиона «Антверпен», в котором регулярно появлялся в основном составе. Защитник помог команде пробиться в плей-офф за право выхода в первый дивизион. За время выступлений в Бельгии Шоукросс отметился тремя голами.
9 августа 2007 года Шоукросс был снова отдан в шестимесячную аренду. На этот раз в команду, выступающую в Чемпионшипе, «Сток Сити». В первых же двух играх за новый клуб Райан забил два мяча. Первый — в стартовом матче чемпионата против «Кардифф Сити», второй — в игре на кубок лиги с «Рочдейлом», в которой «Сток» уступил в серии пенальти.
Следующей зимой «гончары» захотели выкупить у «МЮ» трансфер Шоукросса и 18 января 2008 года защитник подписал с клубом постоянный контракт. Покупка защитника обошлась «Стоку» в £1 млн. Сумма могла удвоиться в случае выхода команды в Премьер-лигу.
После успешного дебюта в Премьер-лиге в сезоне 2008/09 Шоукросс привлёк внимание ведущих английских клубов. В числе возможных претендентов на футболиста назывались «Вест Хэм Юнайтед», «Фулхэм», «Эвертон», «Ливерпуль» и «Манчестер Юнайтед», но Шоукросс и главный тренер «Стока» Тони Пьюлис отвергли возможность ухода Райана из команды. Защитник отметился голом в первой же игре сезона 2009/10, забив первый мяч «Стока» во встрече с «Бернли», завершившейся победой «гончаров» со счётом 2:0.
19 февраля 2021 года контракт Шоукросса со «Сток Сити» был расторгнут по взаимному согласию сторон. В клубе он провёл 14 лет, сыграв в 453 матчах.
20 февраля 2021 года Шоукросс подписал контракт с клубом MLS «Интер Майами». В американской лиге дебютировал 24 апреля в матче против «Филадельфии Юнион». 11 января 2022 года Шоукросс объявил о завершении карьеры футболиста, расторгнув контракт с «Интер Майами» по взаимному согласию сторон.

## Карьера в сборной
В январе 2008 года Шоукросс дебютировал в молодёжной сборной Англии в отборочном матче чемпионата Европы среди молодёжных команд с Ирландией. Ранее Шоукросс играл за национальную команду Уэльса для игроков не старше 15 лет, успев принять участие во встречах с Бельгией и Ирландией.
После яркого дебюта Шоукросса в Премьер-лиге главный тренер «Стока» Тони Пьюлис заявил, что вскоре защитник может заработать вызов в сборную Англии.
В сентябре 2009 года было объявлено о возможных изменениях правил предоставления футбольного гражданства на территории Великобритании, благодаря которым Шоукросс получит возможность выступать за сборную Уэльса. Бывший футболист валлийской сборной Брайан Флинн заметил: «Ребята, выросшие в Уэльсе, часто не могут выступать за свою страну только потому, что ближайший роддом находился на территории Англии».
В августе 2012 Райан получил предложение выступать за сборную Уэльса, однако отверг данное предложение. Райан родился в Англии, но более 5 лет своей жизни, будучи ещё школьником, провёл в Уэльсе, что давало ему право выступать за сборную этой страны.
Той же осенью Шоукросс был вызван в сборную Англии. Он дебютировал в её составе в товарищеском матче против сборной Швеции. Выйдя на замену на 75-й минуте, Шоукросс стал свидетелем трёх голов Златана Ибрагимовича, после чего за сборную больше не выступал.

## Тренерская карьера
4 февраля 2022 года Шоукросс стал ассистентом главного тренера в фарм-клубе «Интер Майами» в MLS NEXT Pro — «Форт-Лодердейл», немногим позднее переименованном в «Интер Майами II».

## Статистика выступлений
| Клуб               | Сезон            | Лига | Лига | Кубок | Кубок | Кубок лиги | Кубок лиги | Еврокубки | Еврокубки | Прочие | Прочие | Итого | Итого |
| Клуб               | Сезон            | Игры | Голы | Игры  | Голы  | Игры       | Голы       | Игры      | Голы      | Игры   | Голы   | Игры  | Голы  |
| ------------------ | ---------------- | ---- | ---- | ----- | ----- | ---------- | ---------- | --------- | --------- | ------ | ------ | ----- | ----- |
| Манчестер Юнайтед  | 2006/07          | 0    | 0    | 0     | 0     | 2          | 0          | 0         | 0         | 0      | 0      | 2     | 0     |
| Антверпен (аренда) | 2006/07          | 16   | 2    | 3     | 0     | 0          | 0          | -         | -         | 6      | 0      | 25    | 2     |
| Сток Сити          | 2007/08          | 41   | 7    | 2     | 0     | 1          | 1          | -         | -         | -      | -      | 44    | 8     |
| Сток Сити          | 2008/09          | 29   | 3    | 1     | 0     | 3          | 0          | -         | -         | -      | -      | 33    | 3     |
| Сток Сити          | 2009/10          | 28   | 2    | 3     | 1     | 0          | 0          | -         | -         | -      | -      | 31    | 3     |
| Сток Сити          | 2010/11          | 36   | 1    | 5     | 1     | 3          | 0          | -         | -         | -      | -      | 44    | 2     |
| Сток Сити          | 2011/12          | 36   | 2    | 4     | 0     | 1          | 0          | 8         | 0         | -      | -      | 49    | 2     |
| Сток Сити          | 2012/13          | 37   | 1    | 3     | 0     | 0          | 0          | -         | -         | -      | -      | 40    | 1     |
| Сток Сити          | 2013/14          | 37   | 1    | 2     | 0     | 4          | 0          | -         | -         | -      | -      | 43    | 1     |
| Сток Сити          | 2014/15          | 32   | 2    | 2     | 0     | 3          | 0          | -         | -         | -      | -      | 37    | 2     |
| Сток Сити          | 2015/16          | 20   | 0    | 1     | 0     | 2          | 0          | -         | -         | -      | -      | 23    | 0     |
| Сток Сити          | 2016/17          | 35   | 1    | 1     | 0     | 2          | 0          | -         | -         | -      | -      | 38    | 1     |
| Сток Сити          | 2017/18          | 27   | 1    | 0     | 0     | 0          | 0          | -         | -         | -      | -      | 27    | 1     |
| Сток Сити          | 2018/19          | 36   | 1    | 0     | 0     | 0          | 0          | -         | -         | -      | -      | 36    | 1     |
| Сток Сити          | 2019/20          | 5    | 0    | 0     | 0     | 0          | 0          | -         | -         | -      | -      | 5     | 0     |
| Сток Сити          | 2020/21          | 2    | 0    | 1     | 0     | 0          | 0          | -         | -         | -      | -      | 3     | 0     |
| Интер Майами       | 2021             | 12   | 0    | -     | -     | -          | -          | -         | -         | -      | -      | 12    | 0     |
| Всего за карьеру   | Всего за карьеру | 429  | 24   | 28    | 2     | 21         | 1          | 8         | 0         | 6      | 0      | 492   | 27    |